# Неионогенные ПАВ
Неионогенные поверхностно-активные вещества (ПАВ) — химические соединения, обладающие поверхностно-активными свойствами, не диссоциирующие в водных растворах на ионы.

## Общие сведения
Производство неионогенных ПАВ было начато в 1930 году в Германии. Сегодня неионогенные ПАВ по объёму выработки занимают второе место после анионных. В США на их долю приходится 25 % общего выпуска ПАВ. Объясняется это в первую очередь их ценными свойствами:
- высокие моющие свойства и способность удерживать загрязнения в растворе даже без дополнительных добавок;
- химическая стойкость в жесткой воде;
- хорошая совместимость со вспомогательными компонентами моющей смеси;
- высокая скорость биоразлагаемости в сточных водах.

Помимо прочего широкое распространение неионогенных ПАВ обусловлено тем, что сырьем для их производства могут служить самые разные органические соединения, имеющие длинноцепочечные алкильные или алкиларильные радикалы и функциональные группы с подвижным атомом водорода. Варьирование свойств неионогенных ПАВ осуществляется изменением длины гидрофобной или гидрофильной части молекулы без существенного изменения технологии.
В последнее время из-за низкой бактерицидной способности, в частности у оксиэтилированных алкилфенолов, производство неионогенных ПАВ несколько сокращается. Однако в ближайшие годы можно ожидать резкое увеличение их выпуска благодаря расширению их применения в области процессов увеличения нефтеотдачи пласта.

## Классификация
1. Алифатические
- Полиоксиэтилированные
  - жирные кислоты
  - аминоспирты
  - жирные спирты
  - жирные меркаптаны
  - полиэтиленгликоль
  - полипропиленгликоль

2. Циклические
- Полиоксиэтилированные алкилфенолы
- Алккиполигликозиды

## Получение
Неионогенные ПАВ представляют собой соединения, содержащие гидрофобный углеводородный радикал, с одной стороны и гидрофильную часть молекулы, которой обычно является цепь полиэтоксидированного характера. Поэтому неионогенные ПАВ получают на основе веществ, содержащих жирный и жирноароматический радикал, связанный с функциональной группой, и окиси этилена. Известны следующие способы получения неионогенных ПАВ:
1. Жирные кислоты
RCOOH + nC2H4O → RСOO [C2H4O]n H
2. Аминоспирты
HOC2H4NH2 + nC2H4O → HOC2H4NH[C2H4O]n H
3. Жирные спирты
ROH + nC2H4O → RO [C2H4O]n H
4. Жирные меркаптаны
RSH + nC2H4O → RS [C2H4O]n H
5. Полиоксиэтилированные алкилфенолы
RC6H4OH + nC2H4O → RC6H4O[C2H4O]n H
В промышленности наибольшее распространение получил периодический метод оксиэтилирования, хотя имеются установки работающие по непрерывной схеме.
Производство неионогенных ПАВ при периодическом процессе осуществляется при 130—180 °C и 0,15—0,5 МПа в присутствии щелочных катализаторов. В качестве катализаторов применяют порошкообразный едкий натр, метилат натрия металлический калий или твердый едкий калий. При непрерывном процессе применяют кислотные катализаторы BF3.

## Свойства
Неионогенные ПАВ не диссоциируют в воде на ионы, однако растворяются в ней. Растворимость в воде обусловлена образованием водородных связей между атомами водорода молекул воды и атомами кислорода полиоксиэтиленовой цепочки:
При повышении температуры растворимость неионогенных ПАВ снижается вследствие ослабления водородных связей и дегидратации молекул. Это вызывает помутнение раствора, причем температура, при которой наблюдается помутнение, зависит от числа этиленоксидных групп. Если неионогенный ПАВ содержит более 15 этиленоксидных групп, его способность к гидратации настолько велика, что его водные растворы не мутнеют даже при кипячении. При понижении температуры неионогенные ПАВ способны вновь гидратироваться и растворяться в воде. Неионогенные ПАВ с 3—4 этиленоксидными группами в воде практически не растворяются, но хорошо растворяются в неполярных средах, например, в маслах.

## Применение
Неионогенные ПАВ находят самое широкое применение в первую очередь как хорошие моющие средства, Кроме того, в текстильной промышленности они применяются в качестве добавок, предотвращающих статическую электризацию синтетических волокон. Неионогенные ПАВ с 3—4 оксиэтильными группами применяются в качестве эффективных эмульгаторов для приготовления эмульсий минеральных масел. Неионогенные ПАВ с 20—22 этиленоксидными группами применяются в качестве выравнивателей при крашении тканей. В нефтяной промышленности применяются в качестве гидрофобизаторов пластовых пород и в качестве деэмульгаторов водонефтяных эмульсий.

## Примеры неионогенных ПАВ
Неонол
Ноноксинол-9
Полоксамеры (Плюроники)
Полисорбаты Tween-20, Tween-80 и др.
Синтанол (ОС-20, Brij 35, Ukanil)
Triton X-100